# Amjad Kalaf
Amjad Kalaf (en árabe: امجد كلف منصور المنتفق‎; Kut, Irak; 5 de octubre de 1991) es un exfutbolista de Irak que jugaba en las posiciones de delantero centro y extremo.

## Carrera

### Club
| Periodo   | Club         |
| --------- | ------------ |
| 2005–2007 | Al-Kut       |
| 2007–2010 | Al-Shorta SC |
| 2010      | Erbil SC     |
| 2010–2016 | Al-Shorta SC |
| 2017–2018 | Al-Zawraa    |
| 2018–2019 | Al-Talaba    |

### Selección nacional
Jugó para Irak en 30 ocasiones de 2009 a 2017 y anotó un gol en la derrota por 2-3 ante Emiratos Árabes Unidos el 30 de enero de 2023 en Newcastle, Australia por la Copa Asiática 2015. También participó en los Juegos Asiáticos de 2014.

## Logros

### Club
- Iraqi Premier League: 2012–13, 2017-18
- Iraq FA Cup: 2016–17
- Iraqi Super Cup: 2017

### Selección nacional
- AFC U-22 Championship: 2013

### Individual
- Mejor Jugador del AFC U-22 Championship: 2013